# Battista Spagnoli
Battista Spagnoli, noto anche come Il Mantovano o Battista Mantovano (Mantova, 17 aprile 1448 – Mantova, 20 marzo 1516), è stato un poeta, religioso e pittore italiano.

## Biografia

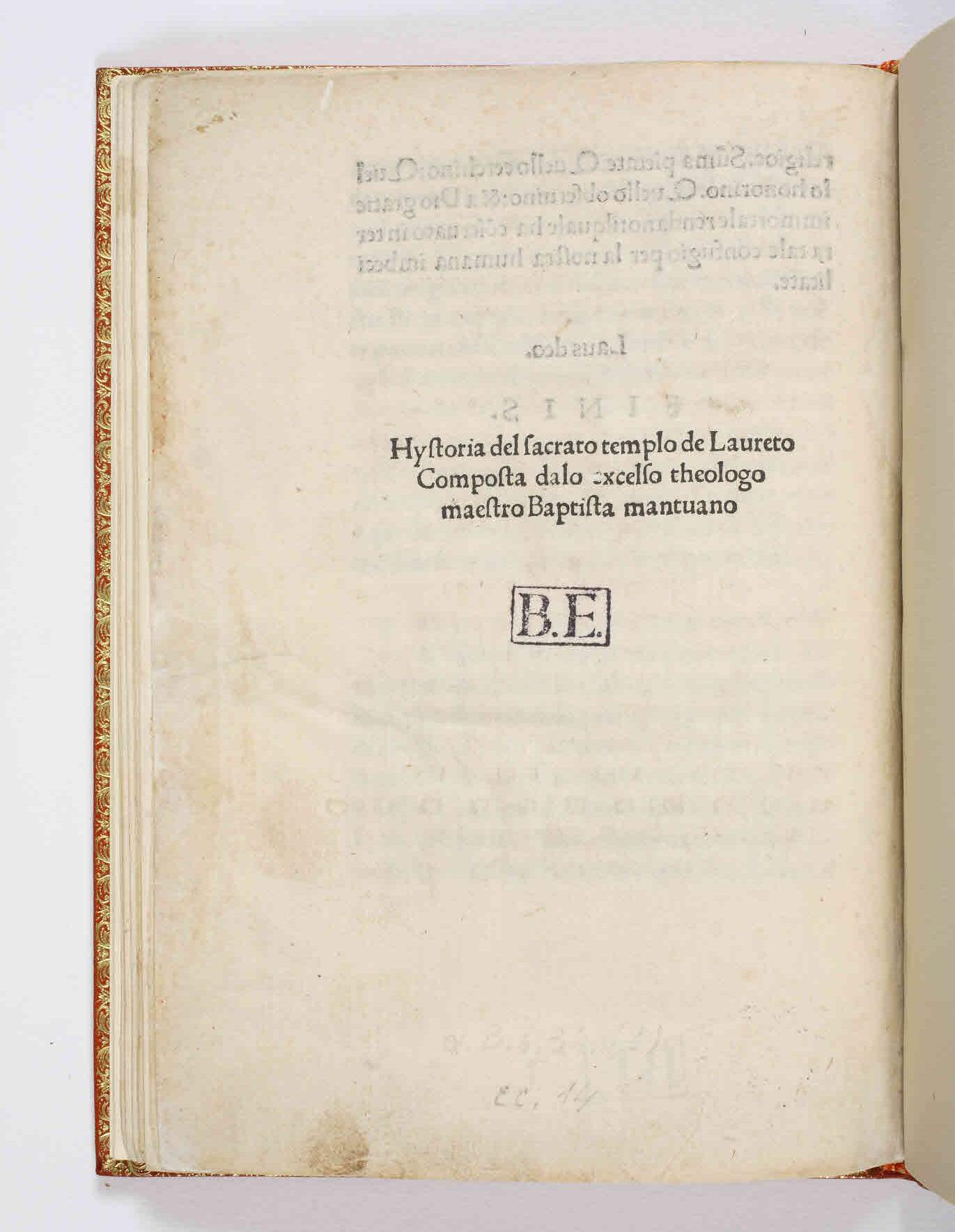
Historia ecclesiae Lauretanae, 1489

Di famiglia di origine spagnola, nel 1464 entrò nell'ordine carmelitano. Dopo aver studiato grammatica e retorica a Mantova con Gregorio Tifernate e successivamente con Giorgio Merula, e poi filosofia a Padova con Paolo Bagelardi, divenne professore di teologia a Bologna nel 1475. Autore tra i più prolifici del secolo (la sua sterminata produzione poetica supera i 50.000 versi), al di là dei componimenti religiosi (Parthenice Mariana, 1481) o encomiastici (Alphonsus, dopo il 1492; Trophaeum pro Gallorum ex Italia expulsione), godette di notevole fama per la felice contaminazione della tradizione bucolica classica e medievale e dei modi popolareggianti di quella rusticale volgare, così come è realizzata nelle dieci ecloghe latine (otto delle quali composte in gioventù e pubblicate con le altre due nel 1498, con il titolo complessivo di Adolescentia).
Si contano circa 120 edizioni di questo libello dal 1498 alla fine del XVI secolo, tanto da poter dire che si tratta di un vero e proprio classico del Rinascimento italiano - "classico" nel senso proprio del termine, ovvero facente parte del canone scolastico di autori su cui alcune generazioni appresero la lingua latina. Lutero, per esempio, ricorderà da anziano, nei suoi "Tischreden", che Battista Mantovano fu il primo poeta che lesse da fanciullo, e solo dopo di lui approcciò Virgilio e Ovidio; Erasmo ebbe a definirlo, già nel 1496, "Christianus Maro" (Virgilio cristiano), proprio per la sua capacità di unire forma classica e contenuti cristiani.
Ma generalmente i più si sono imbattuti nel "Carneade" Battista Mantovano leggendo la commedia shakespeariana "Love's Labour's Lost" ("Pene d'Amor perdute") dove, nella seconda scena del IV atto, il pedante pedagogo Oloferne, per ostentare la sua erudizione, cita il primo verso della prima egloga del poeta carmelitano
attribuendolo allo "old Mantuan", che diversi lettori hanno erroneamente identificato con il più celebre dei mantovani: Virgilio.
La sua vita si snoda tra Mantova, Ferrara (dove fece il noviziato), Bologna (dove risiedette per parecchi anni, facendola divenire quasi sua seconda patria), Roma (1486-89) e di nuovo Mantova (dagli anni '90 del Quattrocento fino alla morte, nel 1516), dove fu nel circolo di Isabella d'Este (è ricordato da Matteo Bandello in una sua novella - invero non lusinghiera; da Battista Fiera e dal Giraldi Cinzio; dal segretario Mario Equicola nell'opuscolo Iter in Narbonensem Galliam). Nella sua intensa vita intellettuale riuscì, forse ultimo della stagione umanistica, a coniugare sinceramente "Cristo e le lettere" (espressione del filologo veneziano Ermolao Barbaro): fu infatti una grande figura di riformatore religioso, promotore della Congregazione Mantovana, e ricoprì incarichi di responsabilità e prestigio all'interno del suo ordine (per sei volte quello di vicario della Congregazione e, nel 1513, quello di vicario di tutto l'ordine carmelitano); ma unì allo zelo religioso una vera passione per gli "studia humanitatis" e la poesia in particolare, stringendo amicizia con umanisti di primissimo piano dell'"autunno dell'umanesimo" come Giovanni Pontano, Giovanni Pico della Mirandola, Filippo Beroaldo il Vecchio, e con artisti quali Andrea Mantegna, dal quale apprese l'arte della pittura.
Venne sepolto nel Duomo di Mantova.

## LeEgloghe
Le Egloghe di Battista Mantovano, composte attorno al 1480, rappresentano la sua opera più conosciuta e più significativa nella storia della letteratura e delle idee. Ciò che colpisce, in questi testi, è la visione realistica del mondo contadino, considerato degno di essere elevato a materia letteraria. Se è vero che già da Petrarca in poi l'Italia aveva conosciuto un'importante diffusione della poesia bucolica, bisogna altresì rilevare come venisse offerta un'immagine idealizzata della natura e dei pastori.
Le Egloghe di Spagnoli manifestano una concezione dei contadini assai diversa anche dal disprezzo che i trovatori provenzali provavano per i vilains, e discendono da una tradizione culturale affatto diversa. Solo in Italia, infatti, «l'abitatore delle campagne [...] aveva dignità d'uomo e libertà personale e franchigie speciali», solo in seno alla penisola un pastore poteva abbandonare la propria condizione e raggiungere fama universale, come fu il caso di Giotto. Nei componimenti, Spagnoli guarda con affetto e simpatia ai personaggi descritti, trasponendo in letteratura i medesimi ideali che, in qualità di carmelitano, lo portavano a vivere a stretto contatto con le popolazioni rurali.
Così le Egloghe si inseriscono molto naturalmente nel filone popolare della letteratura che gravitava negli stessi anni attorno alla corte di Lorenzo de' Medici a Firenze, i cui lavori più significativi furono in questo senso la Nencia da Barberino del Magnifico e la Beca da Dicomano di Luigi Pulci.

## Opere
- Giovanni Battista Spagnoli, Historia ecclesiae Lauretanae [ita], Bologna, Platone Benedetti, 1489. URL consultato il 17 aprile 2015.